# OMR (groupe)
Pour les articles homonymes, voir OMR.
OMR est un groupe d'electropop français. Le groupe compte deux albums studio, Side Effects, sorti en 2003, et Superheroes Crash en 2006.

## Biographie
Le groupe est formé de Virginie Krupa et Alexandre Brovelli. Concernant le nom du groupe, les membres expliquent qu'il « fallait trouver un nom rapidement ». Il est découvert sur la compilation CQFD en 2003. Cette même année, le groupe sort son premier album studio, intitulé Side Effects, un « premier opus [...] électronique » pour RFI Musique. Quelques figures de la scène electro comme Prefuse 73 et DJ Vadim remixeront la formation. Ils enchaînent avec une tournée, puis écrit et interprète avec des instruments acoustiques, un « cinémix » pour le film muet La Charrette fantôme de Victor Sjöström,.
Trois ans après leur premier album sort, en janvier 2006, leur deuxième album, Superheroes Crash, de sortir au label Uncivilized World,,,,. Par la suite, OMR joue en concert le 22 février 2006 au Nouveau Casino de Paris.
Après dix ans d'absence, le groupe revient avec un album promotionnel auto-produit, The Bright Side, en 2015.

## Discographie

### Albums studio
- 2003 : Side Effects

1. The Night
2. The Way We Have Chosen
3. Password
4. Extension
5. Confabulation
6. The Door
7. He’s Up to All the Tricks
8. Wholly
9. Addict
10. The Last

- 2003 : The Remixes (Bonus CD)

1. Confabulation (Hybridism Remix)
2. Confabulation (Ben's Symphonic Orchestra Remix)
3. The Door (Abstrackt Keal Agram Remix)
4. The Door (DJ Vadim Remix)
5. The Door (Prefuse 73 Remix)
6. The Way We Have Chosen (Ellen Allien Remix)
7. The Way We Have Chosen (Console Remix)

- 2006 : Superheroes Crash

1. Captive In the Height of Summer
2. Superheroes Crash
3. Stood the Test of Time
4. Immobilized
5. Dancers
6. Ten Minutes to Six
7. Clean & Tidy
8. Silvery
9. I Don’t Know
10. So & So
11. To the Train

- 2015 : The Bright Side

1. I.L.L.L.U.S.I.O.N.S.
2. Don't
3. Fear That's It
4. Orange Neon Lights
5. Out of Breath & Naked
6. Ocean & the Lands Behind
7. The Joy In the Headphones
8. Tambourin

### Singles
- 2003 : The Way We Have Chosen

1. The Way We Have Chosen
2. The Way We Have Chosen (Ellen Allien Remix)
3. The Way We Have Chosen (Console Remix)
4. Extension

- 2004 : The Door

1. The Door
2. The Door (Prefuse 73 Remix)
3. The Door (DJ Vadim Remix)
4. The Door (Abstrackt Keal Agram Remix)

- 2006 : Superheroes Crash

1. Superheroes Crash

- 2015 : The Joy In the Headphones

1. The Joy In the Headphones